# Младеново
Младѐново е бивше село в северозападна България, присъединено като квартал към град Лом.

## География
Квартал „Младеново“ е разположен на десния бряг на р. Лом и се намира на 2 km южно от центъра на гр. Лом.

## История
Първоначално името на селото е Голинци. През 1912 година селото е включено в новопостроената система за улично осветление на Лом и става първото електрифицирано село в България.
При избухването на Балканската война в 1912 година един човек от Голинци е доброволец в Македоно-одринското опълчение.
През 20-те години в Голинци е създадена първата циганска протестантска общност в България – първоначално оглавявана от проповедника Петър Пунчев баптистка църква.
През 1948 година селото е преименувано на Младеново. През 1955 година е присъединено към Лом.

## Личности
Родени в Младеново
- Младен Йорданов, комунистически партизанин, на когото е кръстен кварталът
- Саво войвода, български хайдутин
- Славко Радоев (1883/1888 – ?), македоно-одрински опълченец, войвода на чета, 3 рота на 4 битолска дружина[5]
- Еманул Ангелов Ангелов (6 август 1872 – 1953), командир на 14 Македонски пехотен полк през Първата световна война